# Svetlana Konoválova
Svetlana Ígorevna Konoválova (en ruso: Светлана Игоревна Коновалова; nacida el 10 de febrero de 1990) es una esquiadora y biatleta paralímpica rusa.

## Carrera
Konoválova ganó la medalla de plata en el Campeonato Mundial de Biatlón y Esquí IPC, realizado durante los 2014 Juegos Paralímpicos en Sochi, el 8 de marzo de 2014. El 20 de marzo de ese mismo año, ganó una medalla de oro en la competición de biatlón de 12   km, venciendo a la alemana Anja Wicker de por 43.1 segundos.

## Vida personal
Al nacer con una lesión espinal severa, fue dejada en un orfanato. Cuando cumplió 23 años, descubrió que tenía una hermana, con la cual se reunió. Evgenia Kulikova fue voluntaria para los Juegos Paralímpicos en Sochi.